# 소프트 온 디맨드
소프트 온 디맨드 주식회사(일본어: ソフト・オン・デマンド株式会社 소후토 온 데만도[*], 영어: SOFT ON DEMAND, 약칭 SOD)는 일본의 오리지널 비디오 소프트 및 성인 비디오 제작 판매 업체이다. 1995년 11월에 자본금 3000만 엔으로 다카하시 가나리가 창업하였다.
창립자 다카하시 가나리는 소프트 온 디멘드를 일본 최대의 성인 비디오 제작사로 성장시킨 후 은퇴하여 유한회사 쿠니타치 팜을 설립하였다. 1999년 이후로 성인 비디오의 제작은 계열 회사인 SOD크리에이트에서 이루어지고 있다.

## 개요
원래는 AV만을 담당하기도 했다. 제작 부문의 다른 회사화, 또한 업체로 SOD 크리에이트가 독립한 후 성인 비디오를 중심으로 하는 종합 판매업으로 업태를 변경했다.현재는 비디오산업의 어려움으로성인용품 등도 출시.판매중이다.
본사는 도쿄 지하철 신나카노 역 근처의 SAN 신 나카노 빌딩에 있다.

## 계열사
- SOD크리에이트주식회사
- SOD아트웍스주식회사